# Флаг Суздальского района
Флаг муниципального образования Су́здальский район Владимирской области Российской Федерации — опознавательно-правовой знак, служащий официальным символом муниципального образования.
Флаг утверждён 7 июля 2005 года и внесён в Государственный геральдический регистр Российской Федерации с присвоением регистрационного номера 1941.
Флаг муниципального образования Суздальский район Владимирской области составлен на основании герба по правилам и соответствующим традициям вексиллологии и отражает исторические, культурные, социально-экономические, национальные и иные местные традиции.

## Описание
В приложении к Уставу Суздальского района (ныне действующему с изменениями), утверждённому решением Суздальского районного Совета народных депутатов от 28 июня 2005 года № 51, приводится изображение флага со следующим его описанием:
«Флаг состоит из двух равных горизонтальных полос: синего цвета вверху и красного цвета внизу, с изображением в центре флага основного элемента герба Суздальского района — золотого сокола с княжеской короной на голове, под изображением сокола, внизу на красном фоне расположены золотые колосья».
При этом в статье 5 Устава Суздальского района оговаривается, что флаг и порядок его использования утверждается нормативным правовым актом Суздальского районного Совета народных депутатов.
7 июля 2005 года, в соответствии с пятой статьёй Устава Суздальского района, решением Суздальского районного Совета народных депутатов № 60, были утверждены Положение о флаге и его рисунок. Описание флага, приведённое в Положении, гласит:
«Флаг Суздальского района представляет собой прямоугольное полотнище с отношением ширины к длине 2:3, разделённое по горизонтали на две равные полосы: голубую и красную, и несущее посередине жёлтые фигуры из герба района: сокола и под ним колосья».

## Обоснование символики
Флаг Суздальского района разработан с учётом герба Суздальского района, в качестве основы которого взят исторический герб уездного города Суздаля Владимирского наместничества, Высочайше утверждённый Екатериной II 16 (27) августа 1781 года, описание которого гласит:

Город Суздаль имеет старый герб. Птица сокол в Княжеской короне, поле пополам, на верху синее, а внизу красное.

Основной фигурой флага является жёлтый (золотой) сокол — символ победы, превосходства, храбрости. Изображение сокола символизирует Суздальскую землю, имеющую богатейшую историю: в первой половине XII века — это часть Ростово-Суздальского княжества; в середине XIII века становится самостоятельным княжеством. Корона на голове сокола подчёркивает особую роль Суздаля в истории древнерусского государства — с местными землями связаны имена таких великих князей, как Юрий Долгорукий и Андрей Боголюбский.
Два колоса показывают район как развитый сельскохозяйственный регион. Современные жители района, сохраняя наследие предков, продолжают трудиться на плодородных землях Суздальского Ополья.
Жёлтый цвет (золото) — символ богатства, урожая, постоянства, уважения, достоинства.
Красный цвет символизирует труд, силу, мужество, красоту.
Голубой цвет — символ чести, славы, преданности, истины, добродетели.

## См. также

Флаги муниципальных образований Суздальского района
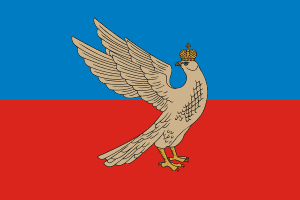
Флаг муниципального образования «Город Суздаль»
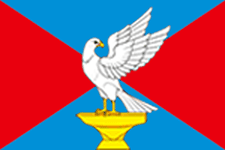
Флаг Новоалександровского сельского поселения
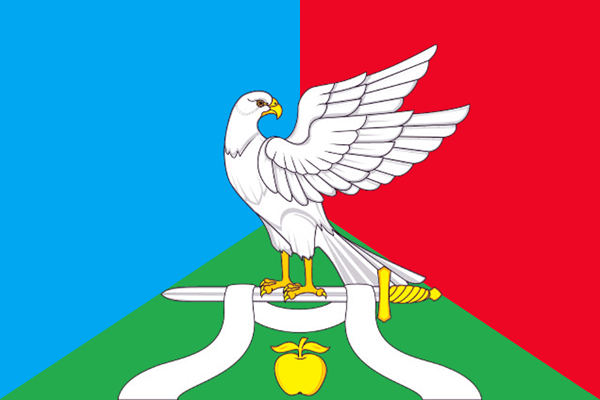
Флаг Павловского сельского поселения
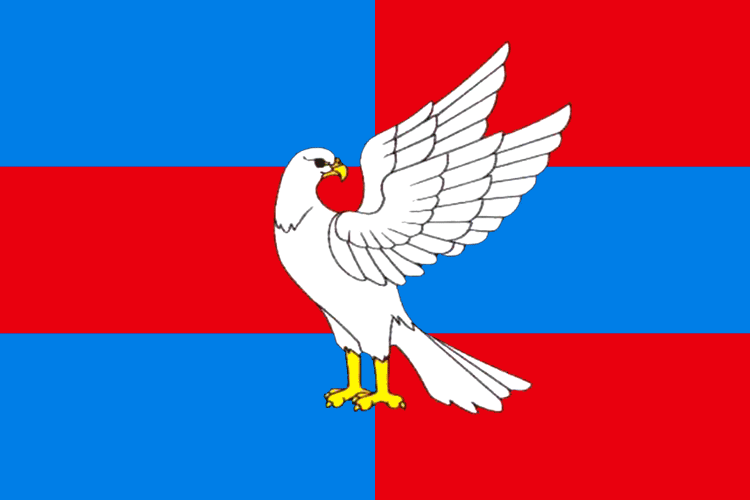
Флаг Селецкого сельского поселения